# Wouter Hanegraaff
Wouter Jacobus Hanegraaff (nacido el 10 de abril de 1961) es profesor de Historia de la filosofía hermética y corrientes afines en la Universidad de Ámsterdam, Países Bajos. Es miembro de la Real Academia Neerlandesa de Artes y Ciencias (KNAW) y miembro honorario de la Sociedad Europea para el Estudio del Esoterismo Occidental (ESSWE), de la que fue su primer presidente entre 2005 y 2013.

## Primeros años
Hanegraaff se crio como hijo de un teólogo. Originalmente estudió guitarra clásica en el Conservatorio Municipal de Zwolle de 1982 a 1987, y luego historia cultural («Algemene Letteren») en la Universidad de Utrecht de 1986 a 1990.
De 1992 a 1996 fue investigador predoctoral (PhD Research Fellow) en el departamento de Estudios de las Religiones de la Universidad de Utrecht, y de 1996 a 1999 obtuvo una beca posdoctoral de la Organización Neerlandesa para la Investigación Científica (NWO), durante la cual pasó un período trabajando en París.

## Carrera
En 1999 fue nombrado profesor de Historia de la filosofía hermética y corrientes afines en la Universidad de Ámsterdam. De 2002 a 2006 fue presidente de la Dutch Society for the Study of Religion y, de 2005 a 2013, presidente de la Sociedad Europea para el Estudio del Esoterismo Occidental. En 2006 fue elegido miembro de la Real Academia Neerlandesa de Artes y Ciencias, y actualmente es miembro honorario de la ESSWE.

## Obra
Hanegraaff es un estudioso de la religión e historiador de las ideas cuyo trabajo se centra en el estudio del esoterismo en la cultura occidental, desde la Antigüedad tardía hasta la actualidad. Su tesis doctoral fue el primer intento académico de analizar los sistemas de creencias del movimiento Nueva Era y situarlos en un contexto histórico más amplio.· En su monografía de 2012, analizó la historia del discurso pro y anti «esotérico», argumentando que las percepciones modernas del campo (tanto en la academia como en la sociedad en general) se fundamentan en polémicas del protestantismo alemán y de la Ilustración contra la «superstición», la «magia», la «idolatría», «lo oculto» o «lo irracional». Un manual sobre esoterismo se publicó un año después, en 2013, y fue reemplazado en 2025 por una versión muy ampliada y en gran medida reescrita que se centra en particular en las implicaciones de la investigación sobre esoterismo para las comprensiones modernas y contemporáneas de la «cultura occidental» como tal.·
Un foco más específico de la obra de Hanegraaff es la literatura hermética y su recepción. En 2005, en colaboración con Ruud Bouthoorn, publicó la primera edición completa, con traducciones anotadas y una extensa introducción, de los escritos herméticos de Lodovico Lazzarelli (1447–1500). Sostuvo que este autor hermético, poco atendido, es de importancia clave no solo por su interés intrínseco, sino también porque sus escritos nos obligan a revisar la célebre narrativa de Frances Yates sobre la «tradición hermética». En 2022, Hanegraaff publicó una amplia monografía sobre la literatura hermética original de la Antigüedad tardía. Con un fuerte énfasis en la hermenéutica textual cercana, argumentó que los tratados herméticos no deben entenderse como aportes a la filosofía, sino como el reflejo de una práctica espiritual viva centrada en la obtención de gnōsis mediante experiencias radicales de renacimiento (palingenesia) y éxtasis visionario.
Junto a numerosas discusiones sobre cuestiones teóricas y metodológicas en el estudio moderno del esoterismo, Hanegraaff ha publicado muchos artículos y capítulos de libros sobre una gama de figuras, textos o tradiciones importantes pero a menudo desatendidas que caen bajo el amplio paraguas de la investigación sobre esoterismo. Toda su obra se basa en el estudio textual y el análisis hermenéutico de fuentes primarias, y se caracteriza por una especial fascinación por las alteraciones de la conciencia y, en general, por las dimensiones experienciales de las espiritualidades esotéricas o herméticas.